# Arge cyanocrocea

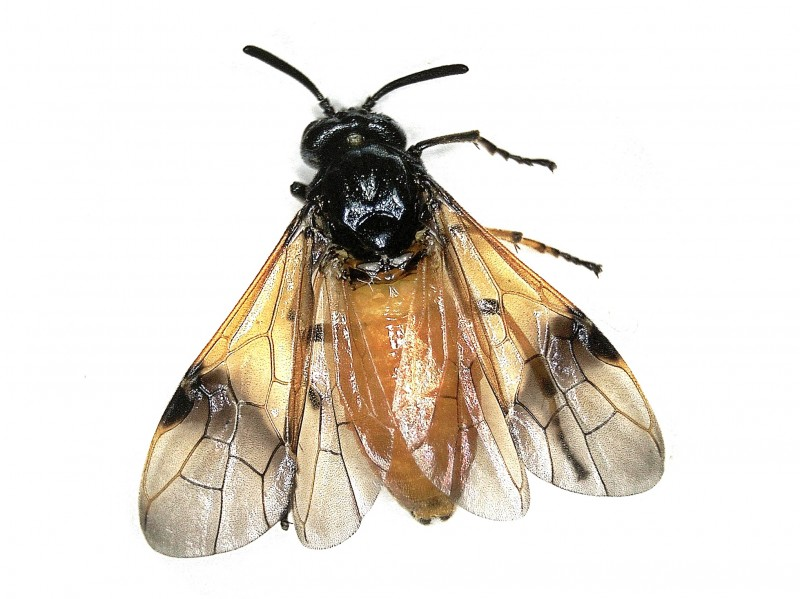
Pflanzenwespe mit gespreizten Flügeln

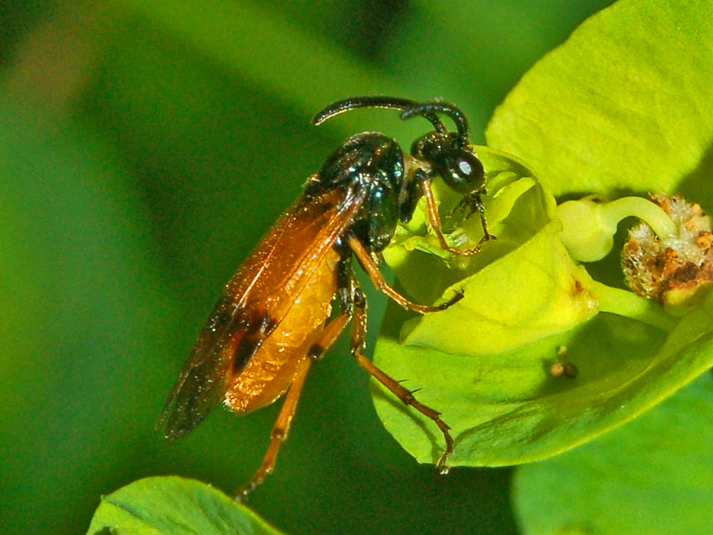
Seitenansicht

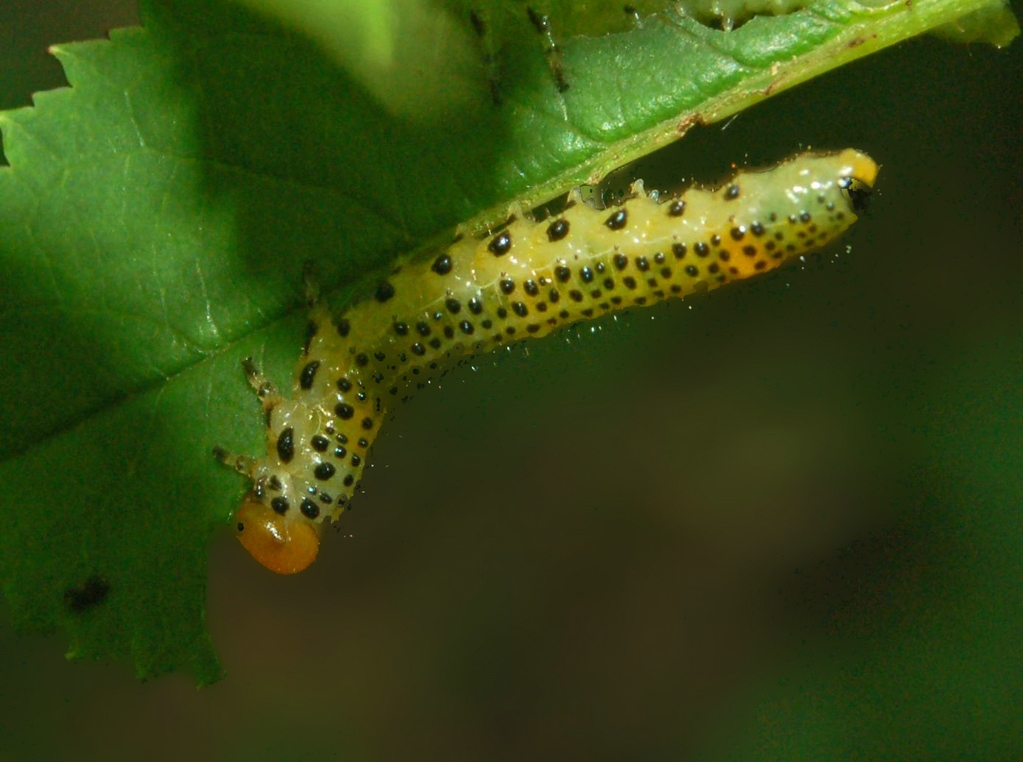
Larve

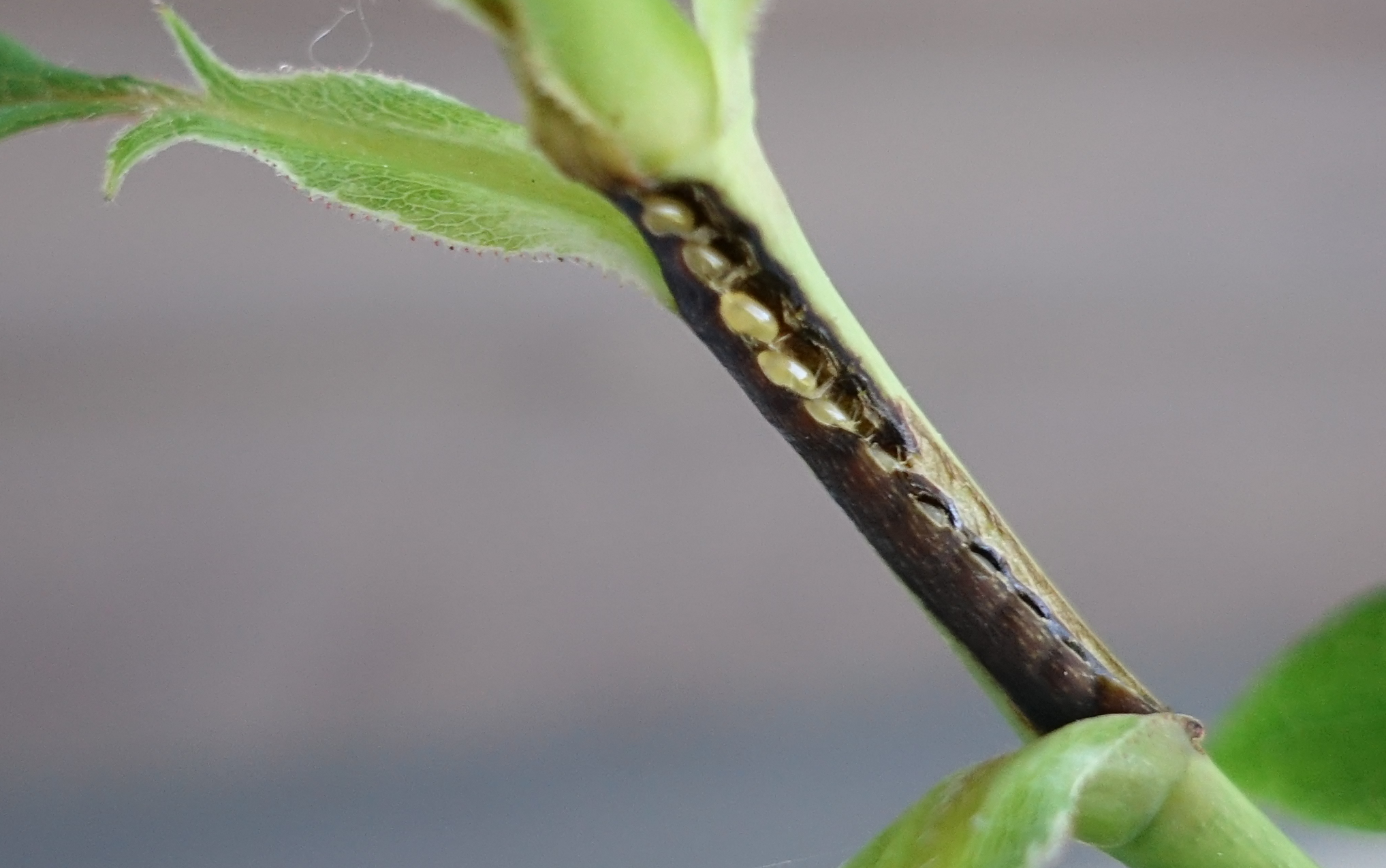
Eier

Arge cyanocrocea ist eine Pflanzenwespe aus der Familie der Bürstenhornblattwespen. Sie ist eine von 18 Arten der Gattung in Deutschland.

## Merkmale
Die Pflanzenwespen erreichen eine Länge von 7 bis 8 Millimetern. Kopf, Thorax, Schildchen und Fühler sind schwarz gefärbt. Der Hinterleib ist gelb. Die vorderen und mittleren Femora sind schwarz. Die hinteren Femora sind gelb und besitzen ein schwarzes apikales Ende. Die gelben Tibien sind an den Enden schwärzlich. Die Tarsen sind schwarz. In Ruhestellung liegen die Flügel über dem Hinterleib. Dabei erscheinen die vorderen zwei Drittel der Flügel als transparent. Über das hintere Drittel verläuft ein für die Art charakteristisches breites dunkles Band. Das schwarze Flügelmal liegt auf Höhe dieses Bandes. Hinter dem Band schließt sich am Ende der Flügel ein leicht schattierter Bereich an.
Die Larven sind auf der Oberseite hell gelbgrün gefärbt. Die Unterseite ist weißlich. Die Oberseite der Larven ist mit schwarzen Punkten übersät. An den Seiten befindet sich jeweils eine Reihe bestehend aus größeren schwarzen Punkten. Die Kopfkapsel ist gelb. 

## Ähnliche Arten
- Arge melanochroa – Die hinteren Femora der Pflanzenwespen sind schwarz; die Vorderflügel besitzen auf Höhe des Flügelmals einen schwarzen Fleck; der apikale Teil der Flügel ist transparent.[2]

## Verbreitung
Die Art ist in Europa weit verbreitet. Nach Osten reicht ihr Vorkommen bis nach Kleinasien, in den Kaukasus und nach Japan.

## Lebensweise
Die Pflanzenwespen beobachtet man von Mai bis Juli. Sie fressen an den Pollen und vom Nektar verschiedener Blütenpflanzen wie Giersch, Bärwurz, Wiesen-Bärenklau, Wolfsmilch und Rainfarn.
Die Larven fressen an den Blättern verschiedener Rosengewächse wie Brombeere, Himbeere und Großer Wiesenknopf.